# Jacqueline de Chevigny
Pour les articles homonymes, voir Jeanne d'Arc (homonymie) et Chevigny.
Jacqueline de Chevigny, plus connue sous son nom en religion sœur Jeanne d'Arc o.p., est née à Nancy (Meurthe-et-Moselle) le 14 janvier 1911 et morte le 16 mars 1993, à Coubon (Haute-Loire) et inhumée à Colmey (Meurthe-et-Moselle).
Religieuse dominicaine, bibliste reconnue, collaboratrice de l'école biblique de Jérusalem dans ses locaux parisiens du Sacré-Cœur de Montmartre, elle poursuit malgré une polyarthrite évolutive, parallèlement à ses travaux bibliques, de nombreuses sessions de formation pour religieuses dans le domaine des sciences et des langues bibliques dans la période charnière pré et post Vatican II.
Dans ses publications ressortent deux éléments qui contribuent à sa réputation: une concordance du Nouveau Testament novatrice dans la présentation de la matière considérée, et une édition bilingue de chaque évangile dans la fameuse collection Guillaume Budé.

## Biographie
Entrée dans la congrégation des dominicaines des Tourelles (Montpellier) le 15 octobre 1932, elle reçoit une formation approfondie en théologie et philosophie (les Tourelles sont une des rares congrégations de l'époque à proposer un tel enseignement à des femmes), elle y fait profession le 6 janvier 1940 sous son nom en religion de sœur Jeanne d'Arc o.p.
Sa formation d'exégète, essentiellement autodidacte et sa pratique du latin, de l'hébreu, du grec ancien et biblique dont elle deviendra une référence lui ouvrent les portes du comité de révision de la Bible de Jérusalem dont elle est la seule femme pour l'édition en un seul volume de 1955 et la conduisent plus tard à ses travaux de traduction (membre actif du groupe d'exégètes dont s'entoure André Chouraqui pour sa traduction du Nouveau Testament de la Bible publiée par Desclée de Brouwer en 1987 et sa traduction grec-français des évangiles).
En 1949 elle est désignée pour rejoindre le centre dominicain de l’Épiphanie (Soisy-sur-Seine)  où, tout en poursuivant ses travaux d’exégète et de théologienne, elle anime de nombreuses sessions soit de "groupes bibliques" partageant sa connaissance intime de la bible avec des laïcs ou à l'invitation de communautés religieuses soit de formation de religieuses ; elle en rayonne (56 voyages à l'étranger). Dès avant Vatican II, elle cherche à rendre accessible à tous dans une langue claire et proche du texte d'origine les textes bibliques, en ce sens elle est une des pionnières, dans la lignée d'Yves Congar avec qui elle a collaboré, de l'accessibilité des textes bibliques pour tous avec un retour aux sources dans un esprit œcuménique; ce mouvement répond à l'encyclique de Pie XII Divino afflante Spiritu (1943) et aboutit à la promulgation de Dei Verbum par le Concile Vatican II. Son goût éclectique pour la poésie (de Victor Hugo et Charles Baudelaire à Paul Claudel et Saint-John Perse) et son style concis transparaissent à la lecture de ses livres,. À la suite de son exclaustration pour raison de santé, elle est accueillie par sa sœur à Coubon le 26 avril 1986, dans des conditions de travail qui lui permettent de mener à bien sa traduction du grec-français des Évangiles.
Ses deux œuvres principales, fruits d'un travail continu d’exégèse et de traduction, sont la Concordance du nouveau testament, ouvrage collectif dont elle assure la direction et la traduction juxtalinéaire des Évangiles directement du grec des Évangiles en français.
L'originalité de cette concordance est, en s'appuyant sur une sérieuse méthodologie scientifique, de dépasser les rapprochements des mots grecs et hébreux comme cela avait été déjà fait plusieurs fois depuis le Moyen Âge pour accéder aux concepts, au « sens qui transcende les langues » permettant l'accès de la théologie du nouveau testament à un public plus large que les seuls biblistes.
La traduction juxtalinéaire des Évangiles directement du grec des Évangiles en français a pour objectif de donner une traduction littérale du grec qui restitue l’Évangile dans toute sa pureté, à un rythme apprenable et récitable,. Saluée par la critique de biblistes de tous bords cette traduction est couronnée en 1989 par le prix Biguet de l'Académie française. Sa traduction du Notre Père de 1987: « Ne nous fait pas entrer dans l’épreuve, mais libère nous du Mauvais » est proche de la Traduction officielle liturgique de la Bible de 2013 à l'origine de la version en cours depuis le 3 décembre 2017.
La douleur et le handicap progressif liés à sa maladie depuis l’adolescence la conduisent à développer des techniques respiratoires et de maîtrise du corps qu’elle utilise pour elle-même et dans la pédagogie de ses sessions. La souffrance et la paralysie qui l’ont rendue dépendante physiquement les dix dernières années de sa vie nourrissent pendant cette période sa réflexion spirituelle, théologique et sa prière, avec comme thèmes principaux la pauvreté et la résurrection; contrairement à d’autres mystiques, pour elle, le corps garde une place centrale ,,.
Sa vie et son action, rythmées par la Lectio divina au centre de sa pratique et de sa pédagogie, se résument en quatre axes :
- Appropriation et partage des textes bibliques en tant qu'exégète et traductrice de la bible
- Méditation et prière dont elle développe une pédagogie en tant que théologienne dans des articles, des livres et des colloques[19]
- Contemplation en lien avec sa vie de religieuse à laquelle elle reste attachée jusqu'à la fin malgré les épreuves
- Lutte pour la place des femmes et en particulier dans les communautés religieuses pour lesquelles elle préconise l'accès direct aux sciences et aux textes bibliques[20].
 C'est à ces titres qu'elle est considérée comme une personnalité exceptionnelle de cette période charnière pré et post conciliaire.

La maladie l'empêche d'achever son œuvre, les notes pour la rédaction de la concordance de l'ancien testament étaient prêtes,.
Ses archives sont déposées à la bibliothèque du Saulchoir.
Vingt ans après sa mort, ses traductions, ses livres et sa prière restent une référence pour une nouvelle génération.

## Publications
- Sœur Jeanne d'Arc o.p., Essai sur la renaissance de la Poésie Catholique de Baudelaire à Claudel, Sète, Editions Sottano, 1942, 404 p. (OCLC 13552290).
- Sœur Jeanne d'Arc, Josué : Juges - Ruth, Éditions du Centurion, coll. « Pas à pas avec la Bible »
- Sœur Jeanne d'Arc o.p., Albert Gelin, Jean Giblet, Jean Guillet et Xavier Léon-Dufour, Grands thèmes bibliques, Paris, Feu Nouveau, 1958, 191 p..
- Sœur Jeanne d'Arc o.p., Anne Marie La Bonnardière et Eugène Jarry, Au seuil de la théologie : Initiation en trois années, premier degré, Paris, Éditions du cerf, 1960, 443 p..
- Sœur Jeanne d'Arc o.p., Anne Marie La Bonnardière et Eugène Jarry, Au seuil de la théologie : Initiation en trois années, Deuxième degré, Paris, Éditions du cerf, 1965, 462 p..
- Sœur Jeanne d'Arc o.p., Les religieuses dans l’Eglise et dans le monde actuel, Éditions du Cerf, 1964, 350 p.
- Sœur Jeanne d'Arc o.p., Un cœur qui écoute, Éditions du Cerf, 1er janvier 1966, 1re éd., 175 p. (ISBN 978-2-220-03829-2)
- Sœur Jeanne d'Arc o.p., Les Pèlerins d'Emmaüs, Paris, Edition du Cerf, coll. « Lectio Divina », 1967, 210 p. (ISBN 2-204-01112-6)
- M.D. Chenu, Y. Congar, Sœur Jeanne d'Arc op et al., La vocation religieuse et sacerdotale, Editions du Cerf, 1er janvier 1969, 142 p..
- Sœur Jeanne d'Arc o.p., J'attends la résurrection, Paris, Éditions du Cerf, 1970, 152 p..
- Sœur Jeanne d'Arc o.p., Mort, Immortalité et Résurrection, Desclée de Brouwer, 1993, une réédition de Sœur Jeanne d'Arc o.p., J’attends la Résurrection, Paris, Éditions du Cerf, 1970, 133 p. (ISBN 2-220-03356-2)
- Sœur Jeanne d'Arc o.p., « Un grand jeu d'inclusions dans les 'pèlerins d'Emmaüs », Nouvelle revue théologique, nos 99/1,‎ 1-2 1977, p. 62 76 (lire en ligne).
- Sœur Jeanne d'Arc o.p. et sœur Duthoit, Le livre des louanges, Paris, Desclée De Brouwer, 1978, 189 p. (ISBN 2-220-02195-5)
- Gilles Langevin, Sœur Jeanne d'Arc o.p. et al., Les premiers chrétiens : Historiens et exégètes à Radio-Canada II, t. 2, Les éditions du Cerf, septembre 1983, 150 p. (ISBN 978-2-204-02041-1).
- Traduction juxtalinéaire des Évangiles, accompagnée de notes pédagogiques : 
  - (grc + fr) Sœur Jeanne d'Arc o.p., Évangile selon Marc, Desclée de Brouwer, Les Belles Lettres, coll. « Guillaume Budé », 1986, 135 p. (ISBN 2-251-32020-2 et 2220025853).
  - (grc + fr) Sœur Jeanne d'Arc o.p. (trad. du grec ancien), Évangile selon Luc, Paris, Desclée de Brouwer, Les Belles Lettres, coll. « Guillaume Budé », 1987, 221 p. (ISBN 2-251-32020-2 et 2220026086).
  - (grc + fr) Sœur Jeanne d'Arc o.p., Évangile selon Matthieu, Desclée de Brouwer, Les Belles Lettres, coll. « Guillaume Budé », 1987, 135 p. (ISBN 2-251-32020-2 et 2220030504).
  - (grc + fr) Sœur Jeanne d'Arc o.p., Évangile selon Jean, Desclée de Brouwer, Les Belles Lettres, coll. « Guillaume Budé », 1990, 135 p. (ISBN 2-251-32020-2 et 2220031748).
- Sœur Jeanne d'Arc o.p., Petite initiation au grec des Évangiles, Paris, Desclée de Brouwer, Les Belles Lettres, coll. « Guillaume Budé », 1er octobre 1991, 93 p. (ISBN 2-220-03175-6).
- Les Évangiles - Les Quatre - Matthieu, Marc, Luc, Jean - Nouvelle traduction par sœur Jeanne d'Arc, o.p., Desclée de Brouwer, coll. « Livre de poche », 1992.  (ISBN 2220032671). Ré-édition des traductions françaises seules.
- Sœur Jeanne d'Arc o.p., Prier l'Evangile avec le Rosaire, Desclée de Brouwer, 7 octobre 1992, 173 p. (ISBN 978-2-220-03758-5).
- Chemins à travers la Bible - Ancien et Nouveau Testament, Desclée de Brouwer, Paris, 1993.  (ISBN 2220034224).
- Sœur Jeanne d'Arc o.p. (dir.), Maurice Bardy, O. Odelain, P. Sandevoir, Raymond Séguineau et al., Concordance de la Bible : Nouveau Testament, Cerf, janvier 2008 (1re éd. 1970), 688 p. (ISBN 9782853004527, présentation en ligne)

Contributions à la collection « Problèmes de la religieuse d'aujourd'hui », Éditions du Cerf, 1952, La Chasteté, 1954, Formation doctrinale aujourd’hui.
Nombreux articles dans La vie spirituelle, Éditions du Cerf, de 1952 à 1962 et dans Revue d'éthique et de théologie morale de 1963 à 1967.
Plusieurs ouvrages ont été rendus indisponibles en raison de l'incendie des entrepôts des Éditions Desclée de Brouwer.

## Écrits

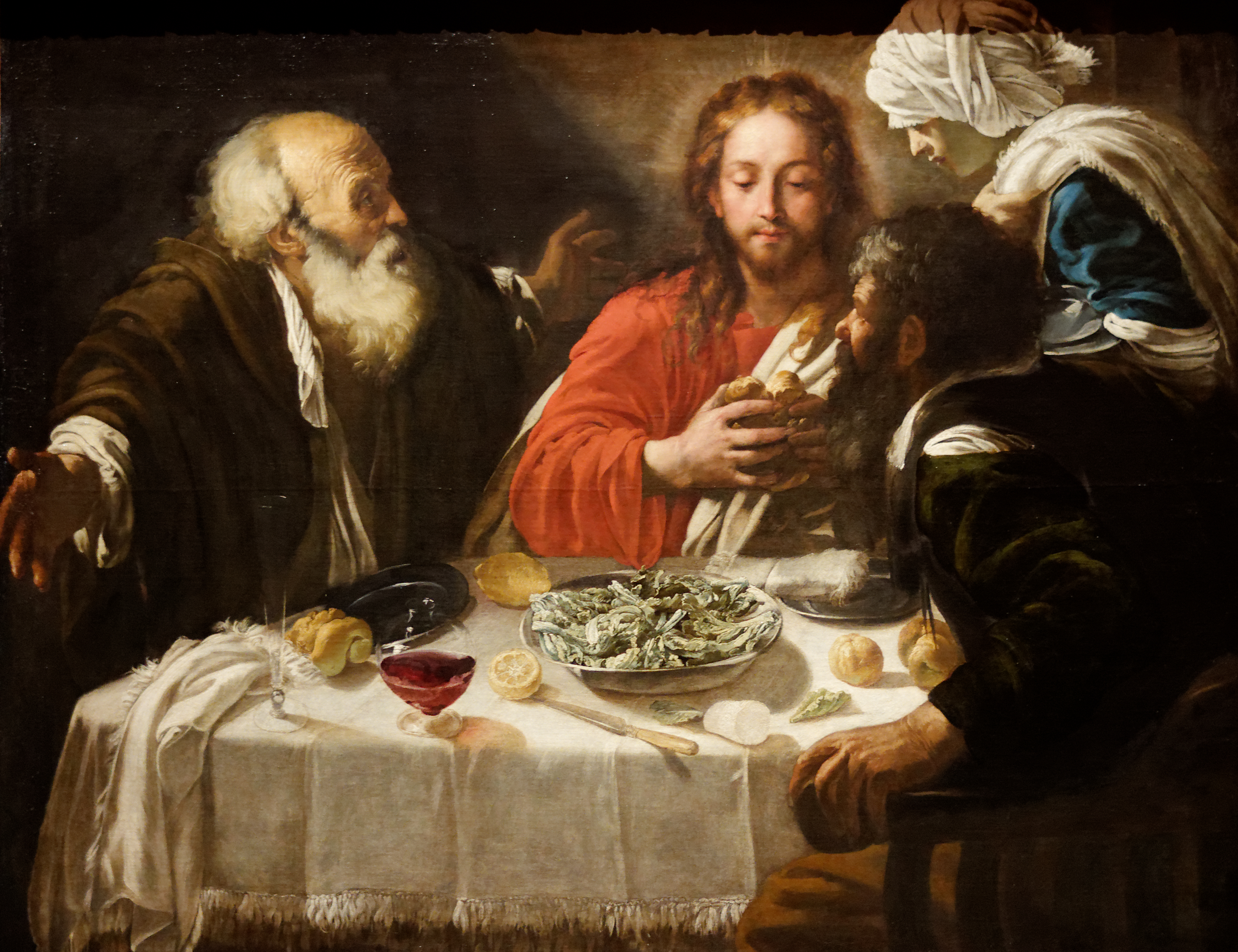
Le souper à Emmaüs. École du Caravage, Musée d'Histoire de l'art de Vienne Autriche.

Nous vivons Emmaüs

« La synaxe commence par des lectures, ces lectures de l'Ancien et du Nouveau Testament... Commençant par Moïse et par tous les prophètes... ; nous reconnaissons le schéma de notre eucharistie : l’épître et l'Évangile ; puis le commentaire, l'homélie : Et il leur interpréta, dans toutes les Écritures, ce qui le concernait.
Et peu à peu, toute cette préparation rend notre cœur brûlant. La vertu de l'Écriture et de la prière fraternelle doucement nous débarrasse de nos préoccupations multiples et de nos soucis, et nous centre uniquement sur l'événement du Christ.
Et alors, nous sommes prêts, nous sommes mûrs pour l'eucharistie. Nous avons faim de sa présence. C'est le moment du « Reste avec nous ». Oui, il restera avec nous ; nous pouvons partager le pain, c'est lui qui le partage : ce partage nous le refaisons ensemble chaque fois que nous participons à une assemblée eucharistique. Notre cœur est devenu brûlant, parce qu'à force de parler de lui dans les Écritures, à force de remâcher, de reméditer ensemble ces textes impérissables, cela redevient vivant pour nous. À ce moment-là, le Seigneur se rend présent. Nos yeux s'ouvrent et nous pouvons communier. Nous avons rencontré le Seigneur. Il est invisible à nos yeux..., nous n'avons plus besoin de sa présence visible, sensible, car nous l'avons rencontré dans la foi. Et nous portons en nous cette présence. Il entra pour reste avec eux. Et notre foi est confortée. Et aussi notre amour pour nos frères.
Et dès l'instant qu'on a été touché par le Christ, un désir intense nous brûle : aller communiquer La Bonne Nouvelle. Ite missa est, allez, partez vite, la rencontre s'est accomplie, allez dire à tous que le Christ est ressuscité... Et, se levant, à l'heure même ils reviennent vers leurs frères pour leur annoncer Jésus Christ ressuscité. »

— Sœur Jeanne d'Arc, Les pèlerins d'Emmaüs, Paris, Cerf, 1982, p. 101-102.